# Parris Island
Parris Island é uma Região censo-designada localizada no estado norte-americano de Carolina do Sul, no Condado de Beaufort. É atualmente parte da cidade de Port Royal.

## Demografia
Segundo o censo norte-americano de 2000, a sua população era de 4841 habitantes.

## Geografia
De acordo com o United States Census Bureau tem uma área de 50,8 km², dos quais 31,5 km² cobertos por terra e 19,3 km² cobertos por água. Parris Island localiza-se a aproximadamente 1 m acima do nível do mar.

## História

### Charlesfort
Em maio de 1562, uma expedição francesa organizada pelo Almirante Gaspar II de Coligny e liderada pelo capitão Jean Ribault atracou na costa, batizando o local de Port Royal. Construíram na ilha um forte, batizada Charlesfort em homenagem ao rei Carlos IX da França. Ribault partiu em junho, deixando 28 membros da tripulação para cuidar do forte, liderados pelo Capitão Alberto de la Pierria.
Confiantes no retorno de Ribault - que ao voltar para a França, viu seu país esfacelado por guerras religiosas e fugiu para a Inglaterra, onde acabou preso - os colonos foram acabando com seus suprimentos, e por janeiro a fome atacava os franceses. Apesar da ajuda dos nativos que deram canoas e alimentos, um incêndio destruiu a comida e parte do forte. Os habitantes começaram a se revoltar, e Pierria acabou matando um e exilando outro em uma ilha. Os soldados acabaram fazendo um motim, perseguindo Pierria floresta adentro e o matando.
Os amotinados, comandados por Nicholas Barre (um veterano da missão que criou a França Antártica no Brasil), decidiram resgatar o exilado e construir um barco para navegar de volta para a Europa. Em abril de 1563, os franceses partiram, com exceção do jovem Guillaume Rouffi, que decidiu viver com os índios. Sem bússola e poucos suprimentos, acabaram caindo para o canibalismo no percurso de volta. Os sobreviventes chegaram em outubro na atual cidade da Corunha, onde foram resgatados por um barco inglês.
No meio-tempo, os espanhóis foram avisados da empreitada francesa em suas terras e decidiram destruir o forte. Em maio de 1564, mais de um ano após a partida dos franceses, o governador de Havana mandou Hernando de Manrique de Rojas (mais tarde governador da colônia Santiago, atual Jamaica) para buscar a colônia francesa. Em junho encontraram Rouffi, que os levou até Charlesfort, que acabou destruída.

### Santa Elena

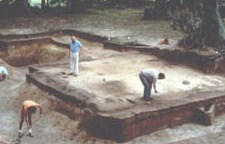
Ruínas de Charlesfort-Santa Elena

Sobre as ruínas os espanhóis construíram Santa Elena, que entre 1566 e 1587 foi capital da Flórida Espanhola.
Em 1974, as ruínas de Charlesfort-Santa Elena foram declarados patrimônio histórico dos Estados Unidos.

## Localidades na vizinhança
O diagrama seguinte representa as localidades num raio de 20 km ao redor de Parris Island.